# Trichosteleum robbinsii
Trichosteleum robbinsii är en bladmossart som beskrevs av Edwin Bunting Bartram 1961. Trichosteleum robbinsii ingår i släktet Trichosteleum och familjen Sematophyllaceae. Inga underarter finns listade i Catalogue of Life.